# WinBUGS
WinBUGS es un software estadístico para análisis bayesiano usando los llamados métodos MCMC (Markov chain Monte Carlo).
Está basado en el proyecto BUGS (Bayesian inference Using Gibbs Sampling), iniciado en 1989. Corre sobre Windows, aunque es posible ejecutarlo sobre Linux usando Wine.
Lo desarrolla un grupo de investigadores del MRC, Unidad de Bioestadística, Cambridge y el Imperial College School of Medicine de Londres.